# ماهی‌شناسی
- بالا: کوسه‌نهنگ وPaedocypris progenetica
- پایین: مکنده‌ماهی رودخانه اروپایی

ماهی‌شناسی (به انگلیسی: Ichthyology) علم شناخت و رده‌بندی ماهی‌ها است. آب به عنوان محیط زیست ماهیان و آبزیان، تمامی نیازهای حیاتی آن‌ها را برطرف می‌نماید. دو پارامتر مهم درجه حرارت و شوری آب، از جمله دلایل اصلی پراکنش و مهاجرت آبزیان محسوب می‌گردند. ماهیان موجوداتی خون‌سرد محسوب می‌شوند و در شرایط مختلف محیطی، همانند شوری، دما، اکسیژن، کدورت و همچنین محیط‌های آبی ارتفاعات مختلف، زیست می‌کنند.

## تعریف ماهی‌شناسی
امروزه در جهان دو تعریف از ماهی‌شناسی رایج است؛ تعریف آمریکایی و تعریف اروپایی. بر اساس تعریف آمریکایی، ماهی‌شناسی عبارت است از مطالعه سیستماتیک یا سامانه‌شناسی ماهی‌ها است. وظیفه اصلی سامانه‌شناسان نیز تلاش برای درک تاریخ تکاملی حیات است. سامانه‌شناسان همچنین با مسائلی چون شناسایی، نامگذاری و رده‌بندی یا به‌طور کلی آرایه‌شناسی سر و کار دارند؛ بنابراین، دامنه وسیعی از علوم مرتبط با ماهی، از زیست‌شناسی و بوم‌شناسی گرفته تا فیزیولوژی و ژنتیک را دربر می‌گیرد.
- واژه Ichthyology از واژگان یونانی ἰχθύς، به معنی «ماهی» و λογία، به معنی «مطالعه» گرفته شده‌است.[۴][۵]

## پیدایش ماهیان
پیدایش ماهیان به حدود ۴۰۰ میلیون سال پیش بر می‌گردد. در آب‌های شیرین حدود ۵۰۰۰ نوع ماهی زندگی می‌کنند که حدود ۷۰ نوع آن در محیط‌های رودخانهها، نهرها و دریاچهها به سر می‌برند. در بین تمامی گونه‌های ماهی‌ها، ماهیان خاویاری با ارزش‌ترین انواع آن‌ها محسوب می‌گردند.
ماهیان به شکل‌های انفرادی یا گلهای زندگی و حرکت می‌کنند. برخی از آن‌ها شناگران بسیار سریع هستند و برخی دیگر می‌توانند برخلاف جریان‌های شدید و شیب‌دار آبشارها نیز شنا کنند.
با توجه به این ویژگی‌ها، بدن ماهیان با محیط زندگی خود سازگار شده‌است؛ اما معمولاً دارای بدنی دوکی شکل و آیرودینامیک می‌باشند تا جریان خطی آب را شکافته و فشار آن را کاهش دهند و آسان‌تر و با صرف انرژی کمتری به حرکت خود ادامه دهند.

## مهم‌ترین کتاب‌های ماهی‌شناسی ایران
- وثوقی، غ. ح؛ و ب. مستجیر، ۱۳۷۱. ماهیان آب شیرین، چاپ اول، انتشارات دانشگاه تهران، ۳۱۷ص.
- هدایتی فرد، مسعود، ۱۳۸۶، ماهی‌شناسی کاربردی، انتشارات علمی دانشگاه آزاد اسلامی، ۲۲۶ صفحه. شابک ‎۹۶۴-۴۵۰-۴۰۴-۶،
- بریمانی، ا. ۱۳۵۲. ماهی‌شناسی و شیلات، انتشارات دانشگاه تهران و دانشگاه ارومیه(۱۳۵۶).
- رستمی، ا. ۱۳۲۴. ماهیان آب شیرین حوزة دریای خزر و حفاظت از ذخایر آنها، نشریه دانشکده دامپزشکی دانشگاه تهران، مرداد _ آبان ۱۳۲۴، ص: ۱۱۱ الی ۱۷۵، تهران.
- ریدل، د. ۱۹۷۴. ماهی و ماهیگیری، ترجمة: غ.ح. وثوقی، م.ر. احمدی، ۱۳۶۵، انتشارات مرکز نشر دانشگاهی، تهران، ۲۹۱ص.
- فریدپاک، ف. ۱۳۴۵. جدول تشخیص خانواده ماهیان حوزة دریای خزر، انیستیتو ماهی‌شناسی صنعتی، شرکت سهامی شیلات ایران، نشریه شمارة ۷، بندرانزلی.
- کازانچیف، ا.ن. ۱۹۸۱. ماهیان دریای خزر و حوزة آبریز آن، مترجم: ا. شریعتی، ۱۳۸۳، چاپ دوم، انتشارات نقش مهر، تهران. ۲۱۴ص.
- کیوان، ا؛ ۱۳۸۲. ماهیان خاویاری ایران، شرکت سهامی شیلات ایران، تهران، ۴۰۰ص.
- عبدلی، ا. ۱۳۷۸. ماهیان آب‌های داخلی ایران، انتشارات موزة طبیعت و حیات وحش ایران، تهران، ۳۷۸ ص.
- نادری جلودار، م. عبدلی، ا. ۱۳۸۳. اطلس ماهیان حوزهٔ جنوبی دریای خزر، مؤسسة تحقیقات شیلات ایران، تهران، ۹۶ص.
- کیوانی. ی. ۱۳۸۷. خلاصه رده‌بندی فیلوژنتیکی ماهی‌ها. انتشارات دانشگاه صنعتی اصفهان. ۲۱۹ ص.
- بلگواد، ه، لوپنتین، ب. ۱۹۴۲، ماهیان خلیج فارس، مترجم: اعتماد، ا، مخیر، ب. ۱۳۶۹، چاپ دوم، انتشارات دانشگاه تهران، ۴۲۲ص.